# استراتوسفر لاس وگاس
استراتوسفر لاس وگاس (به انگلیسی: Stratosphere Tower) یک هتل، مرکز سرگرمی، و برج تفریحی و دیدبانی شهر لاس وگاس در نوادا است.
این برج که ۳۵۰ متر ارتفاع دارد، در سال ۱۹۹۶ ساخته شد.

## نگارخانه

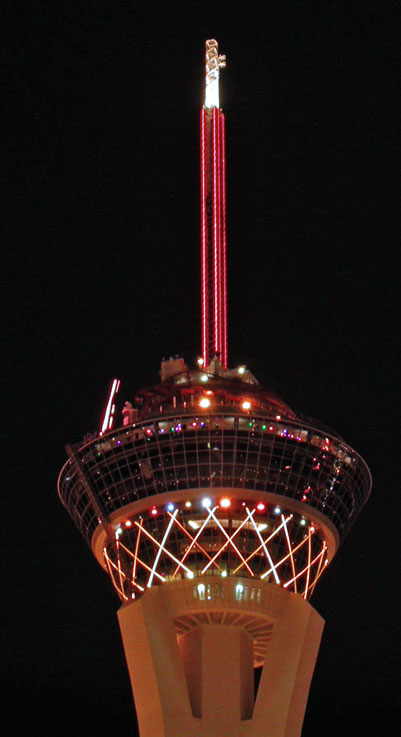
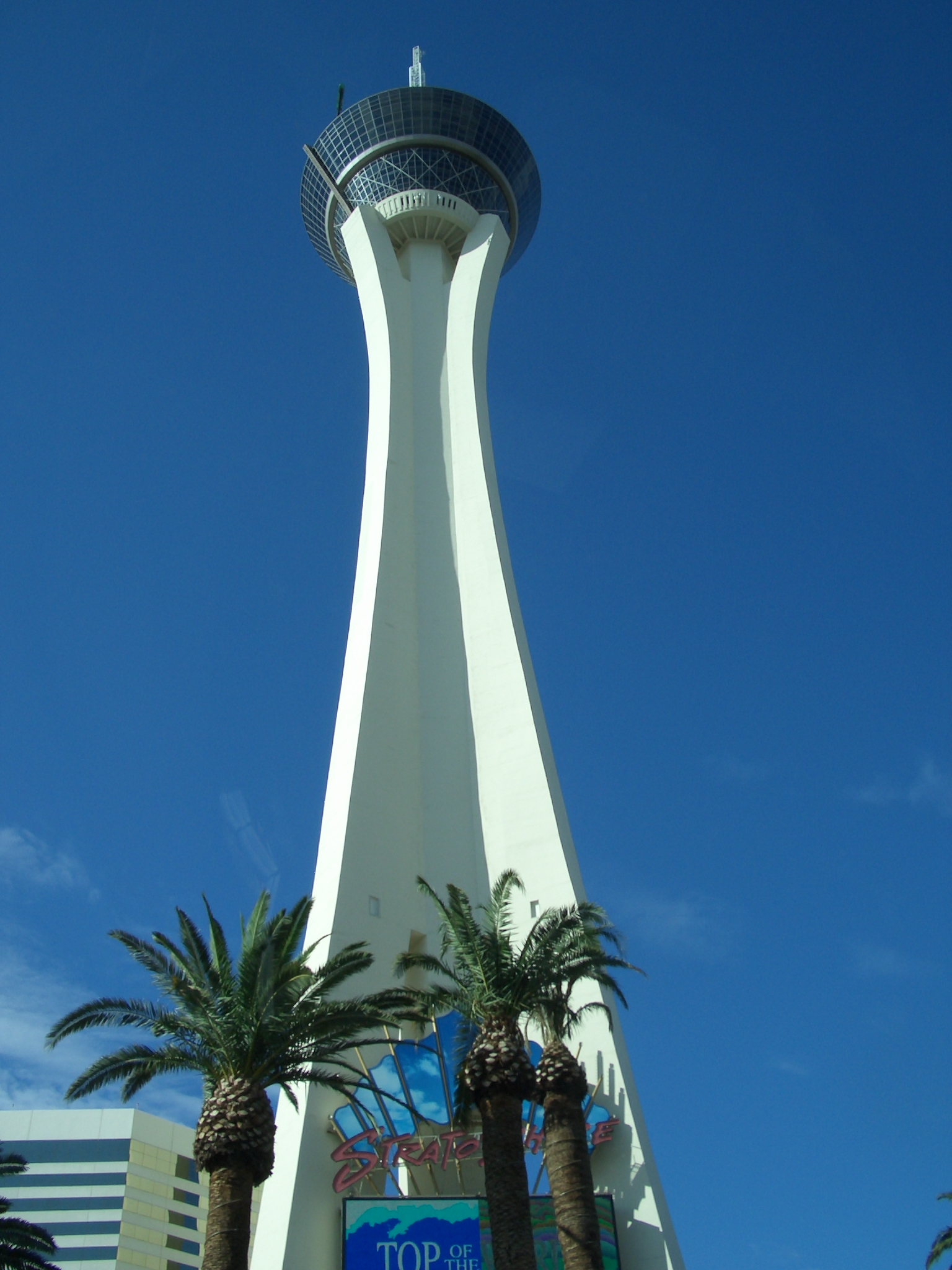
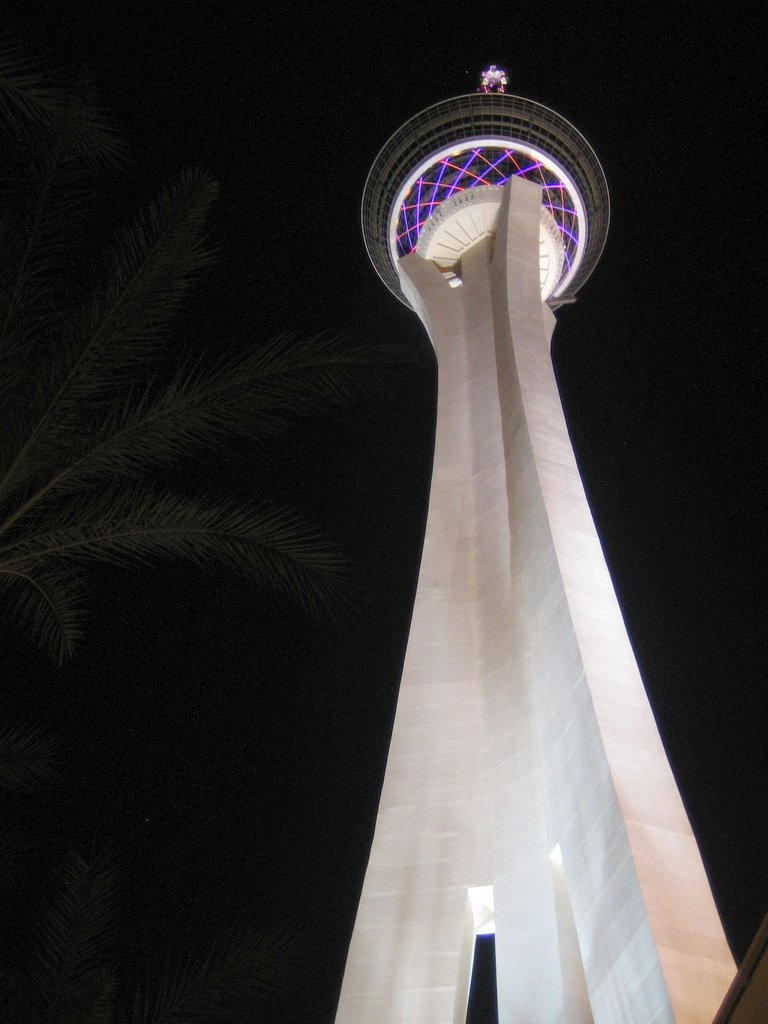
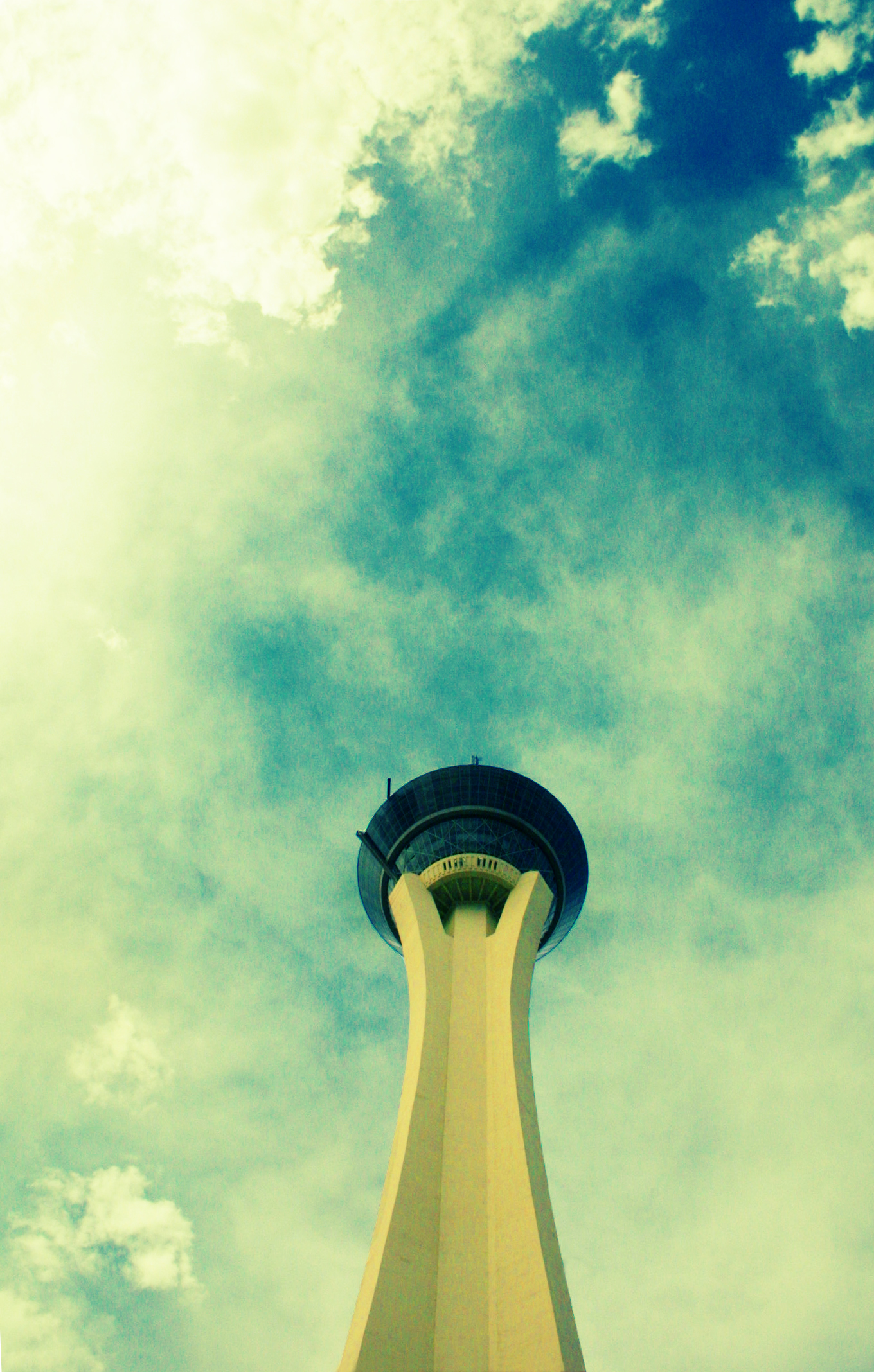
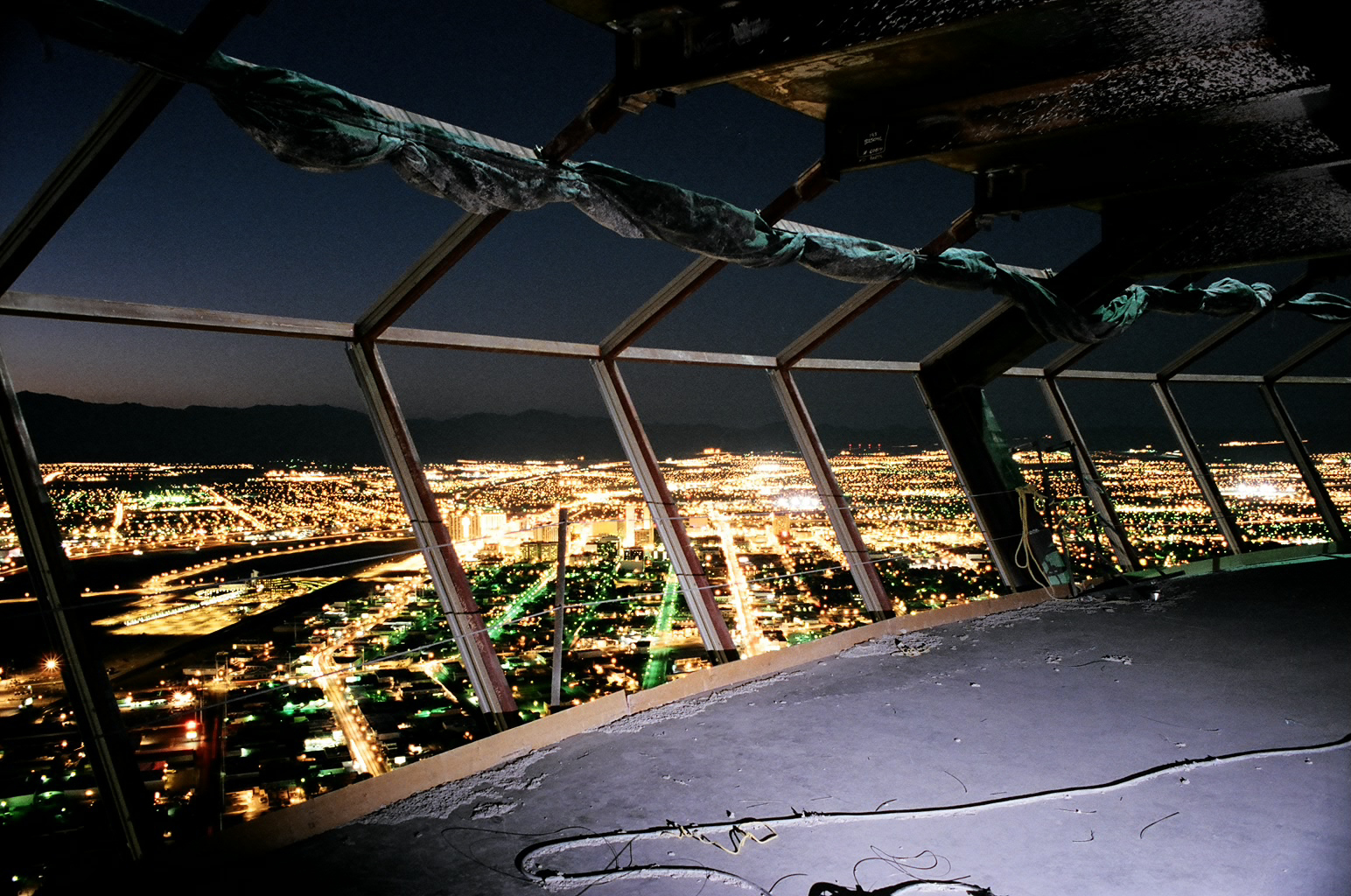
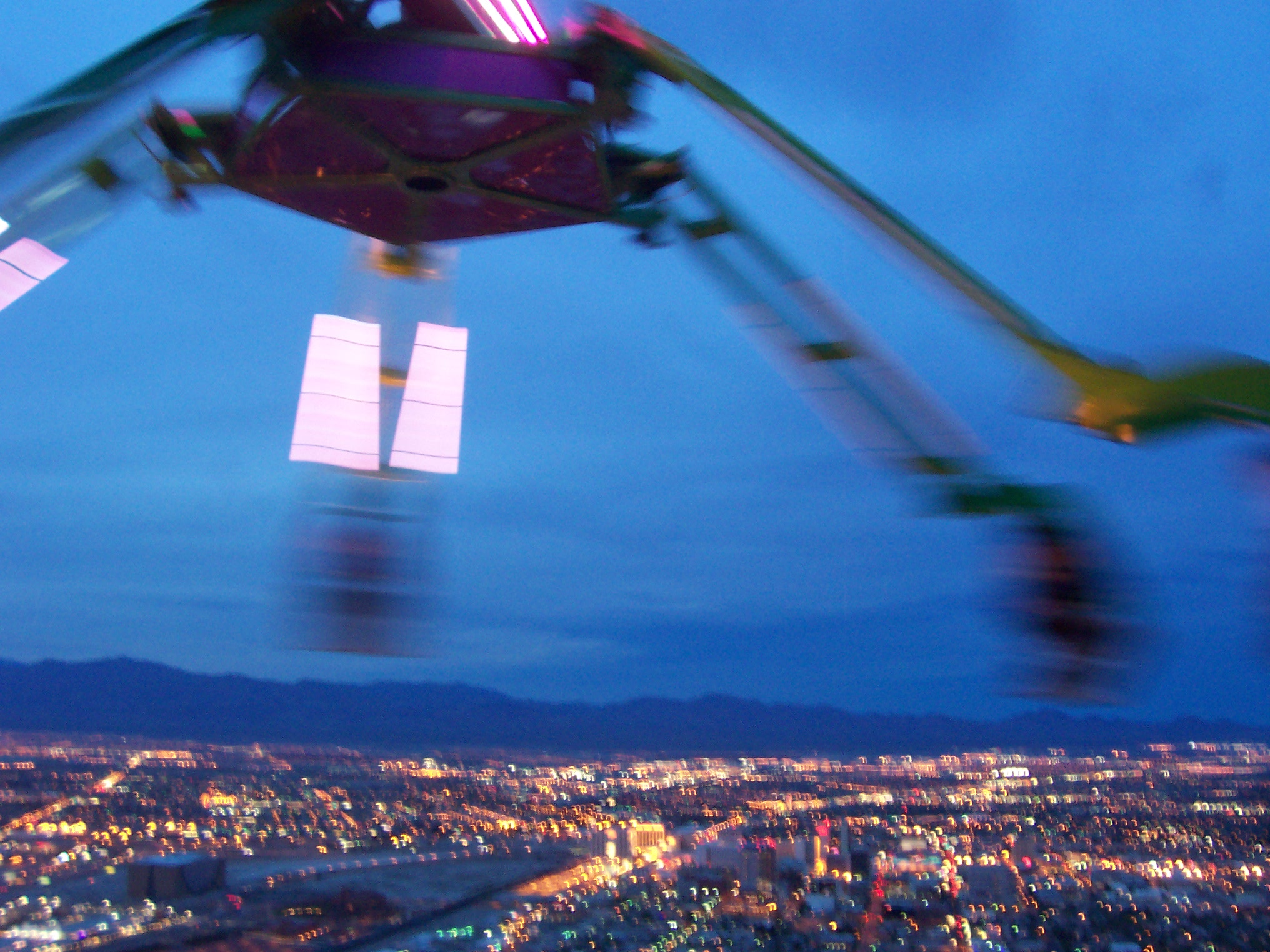
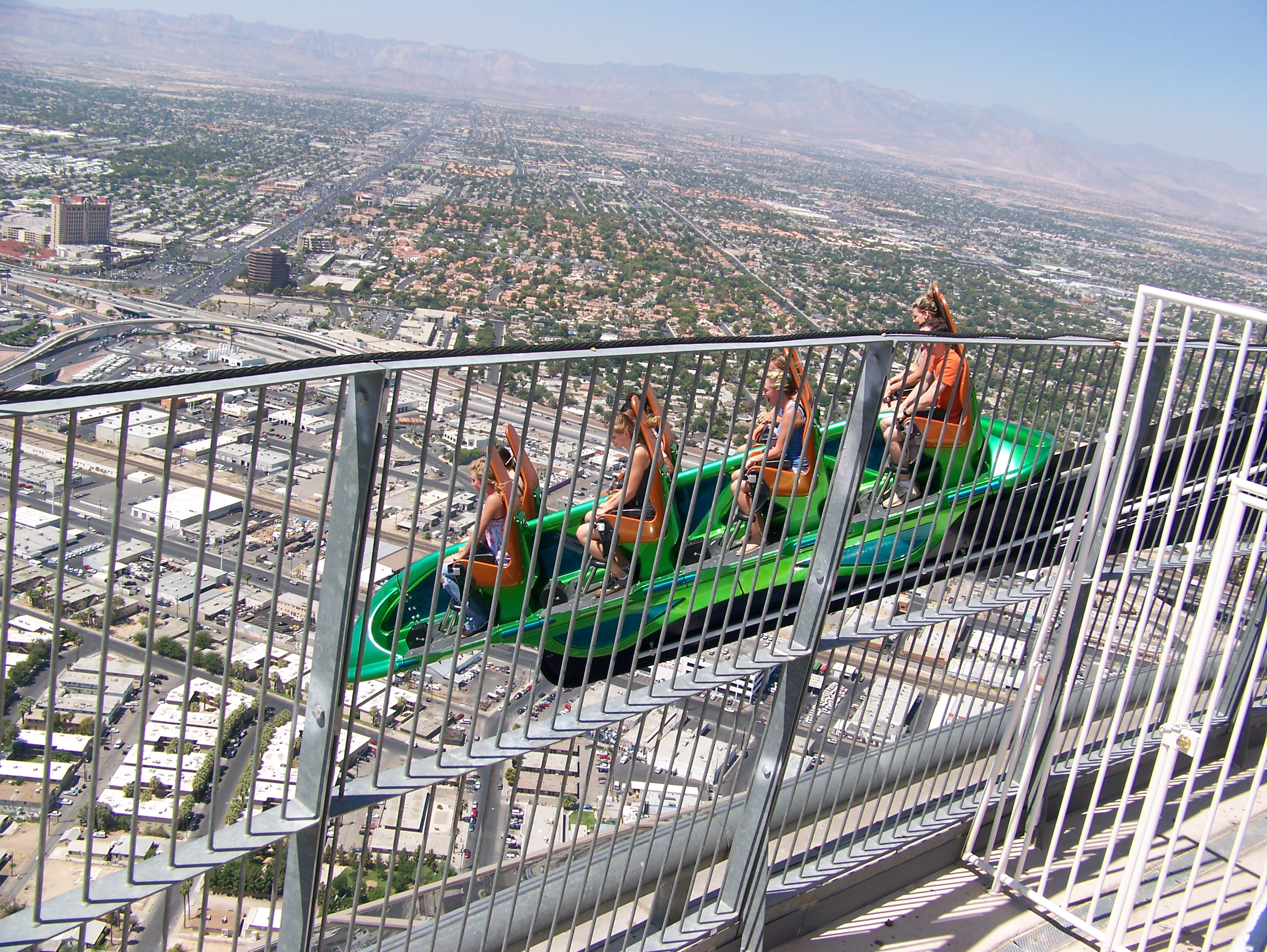
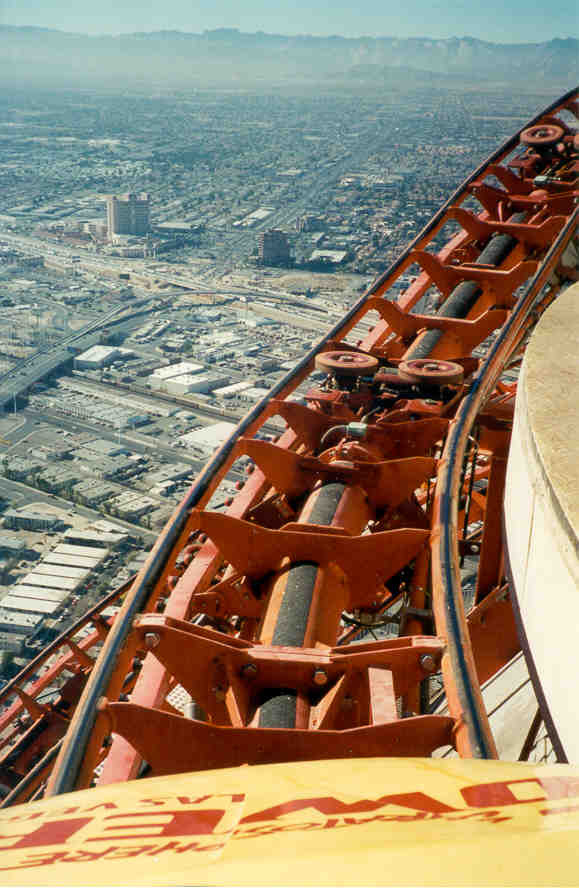
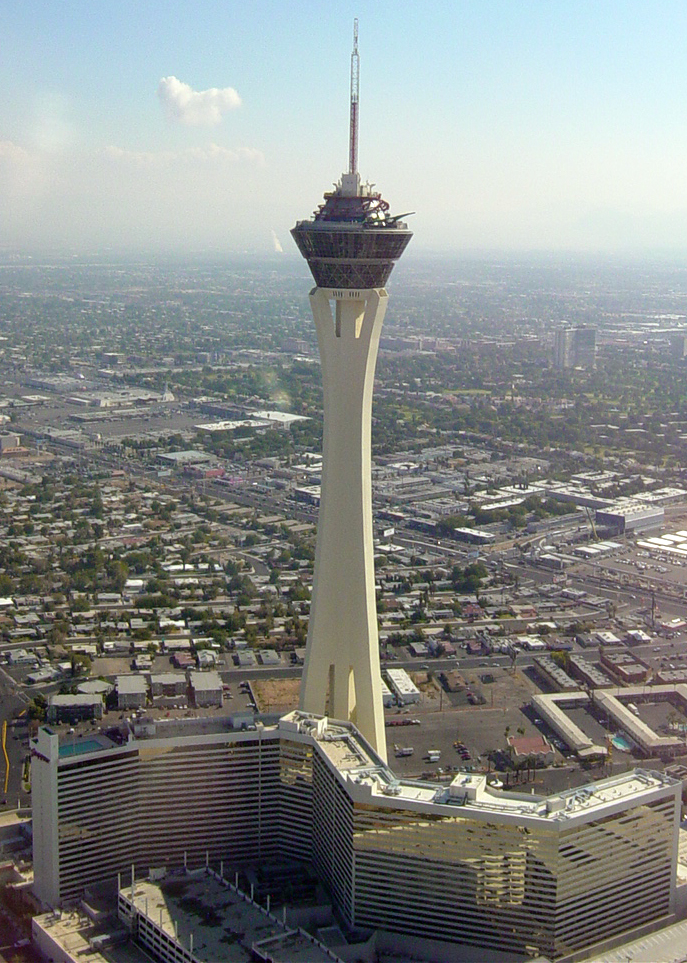
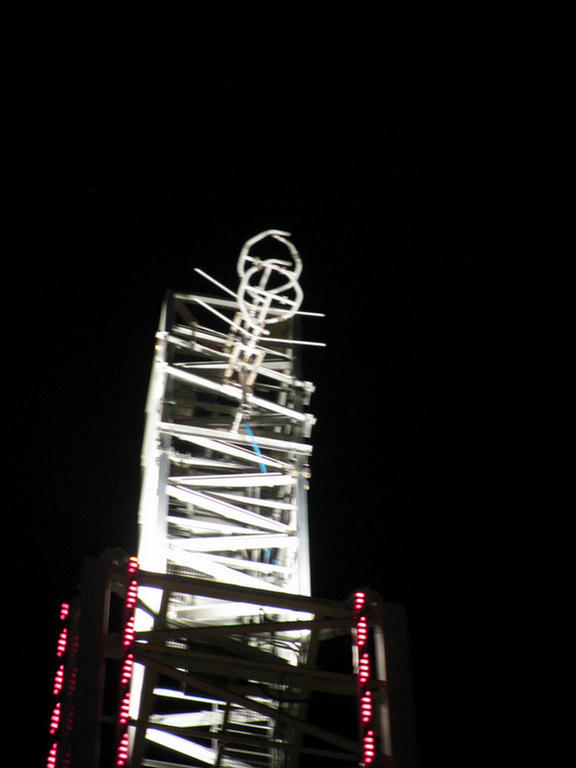